# William Nassau de Zuylestein (1649-1708)

stamwapen van Nassau-Zuylestein

William Henry Nassau de Zuylestein of Willem Hendrik van Nassau-Zuylestein (gedoopt Den Haag, 7 oktober 1649 – Kasteel Zuylestein, 12 juli 1708) was adviseur, vertrouweling en achterneef van koning-stadhouder Willem III. Hij was een zoon van Frederik van Nassau en Mary Killigrew.

## Leven
In 1672 volgde hij zijn vader op als heer van Zuylestein, Leersum en Waayenstein.

### De moord op Cornelis en Johan de Witt
De vader van Willem, Willem Adriaan van Nassau-Odijck, was zeer waarschijnlijk betrokken bij de moord op Cornelis de Witt. Terwijl Cornelis op zaterdag 20 augustus 1672 nog in de Gevangenpoort wachtte op de uitspraak van de rechters werden volgens Gerrit Copmoyer, een ooggetuige, in de nabijgelegen herberg de Beuckelaer al plannen beraamd tegen de gebroeders De Witt. Copmoyer was een van de weinig ooggetuigen van de gebeurtenissen die hier iets van heeft opgeschreven. Hij was advocaat en woonde op het Buitenhof een plaats om alle gebeurtenissen goed te kunnen volgen. Volgens hem waren de heren Odijk, Zuilestein en Tromp om vijf uur ’s ochtends al samengekomen in de herberg van De Beuckelaer op de Plaats.

Willem Adriaan van Nassau Odijk graaf van Nassau en heer van Odijk en Willem van Nassau-Zuilestein waren vertrouwelingen van Willem III. Tromp was de conflictrijke admiraal Cornelis Tromp. Laatstgenoemde zat vol wrok tegen Johan de Witt, omdat hij door deze ontslagen was uit zijn functie. Ofschoon dat niet terecht was want De Witt had hem juist vaak in bescherming genomen. Deze drie heethoofden hadden het dienstmeisje van de cipier van de Gevangenpoort (Bossy) bij zich geroepen. Ze gaven haar de opdracht om Johan de Witt thuis, op de Kneuterdijk, te gaan vertellen dat zijn broer hem wilde spreken. Volgens een andere bron waren de heren 's middags nog steeds in de herberg aan het stoken. Admiraal Tromp is die dag ook op andere plekken in Den Haag gesignaleerd. Hij lijkt een van de aanstichters van de moord te zijn geweest.

### Diplomaat
Verschillende malen werd hij door Willem III naar Engeland gestuurd om poolshoogte te nemen van de politieke situatie en de opvolging van Jacobus II van Engeland. In 1688 voer hij met de prins mee tijdens zijn invasie en stond hem bij tijdens de Glorious Revolution. Na de troonsbestijging werd hij genaturaliseerd en bleef in dienst van de koning.
In 1695 werd hij door de koning beleend met de titels graaf van Rochford, burggraaf Tunbridge en baron Enfield, welke titels vererfden volgens Engels recht tot 1830.

## Huwelijk en kinderen
Willem huwde op 2 maart 1681 te Leersum met Jane Wroth (1659 – Kasteel Zuylestein 23 april 1703), dochter van sir Henry Wroth, of Durrants. Uit dit huwelijk werden acht kinderen geboren.
- Anna Nassau de Zuylestein (ca. 1681 – Londen, 15 februari 1701), bijgezet in de Westminster Abbey
- William Nassau de Zuylestein (1682-1710) 2e graaf van Rochford (ca. 1682 – Almenara, 27 juli 1710)
- Frederik Nassau de Zuylestein (1684-1738) heer van Zuylestein, Leersum en Waayenstein 1709-1738, 3e graaf van Rochford 1710-1738 (Leersum, 31 januari 1684 – Londen, Lincoln’s Inn Fields 14 april 1738)
- Maurits van Nassau-Zuylestein (Leersum, 21 juni 1685 – Londen? 17 augustus 1720) kolonel in Engelse dienst
- Maria van Nassau-Zuylestein (Leersum, 20 februari 1687 – Arnhem, 8 april 1765). Zij trouwde op Kasteel Zuylestein op 18 augustus 1708 met baron Godard Adriaan van Reede ('s-Gravenhage, 8 oktober 1674 – Renkum, 2 mei 1730, heer van Herreveld, zoon van Godard van Reede baron van Reede, 1ste Graaf van Athlone, baron van Agrim, vrijheer van Amerongen, heer van Ginkel, Elst, Lievendaal en Middachten (1644-1703)[bron?] en Ursulina Philipota van Raesveld (1643-1721) erfgename van kasteel Middachten.
- Elizabeth van Nassau-Zuylestein (gedoopt Den Haag, 22 december 1688 – ca. 1720)
- Henriette (ged. Den Haag, 22 december 1688 – Utrecht, 24 juli 1759). Zij trouwde op Kasteel Zuylestein op 2 maart 1715 met baron Frederik Christiaan van Reede (Utrecht, 20 oktober 1668 – Sluis, 15 augustus 1719) baron van Reede, 2e Graaf van Athlone, baron van Agrim, vrijheer van Amerongen, heer van Ginkel, Elst, Lievendaal en Middachten de zoon van Godard van Reede en Ursulina Philipota van Raesveld. Uit hun huwelijk zijn 3 kinderen geboren, waaronder Ursula Christina Reinera van Reede Amerongen die in 1739 trouwde met Jan Maximiliaan van Tuyll van Serooskerken (1710-1762).
- Frederik Hendrik (Henry) van Nassau-Zuylestein (Londen, december 1692? – april 1740)

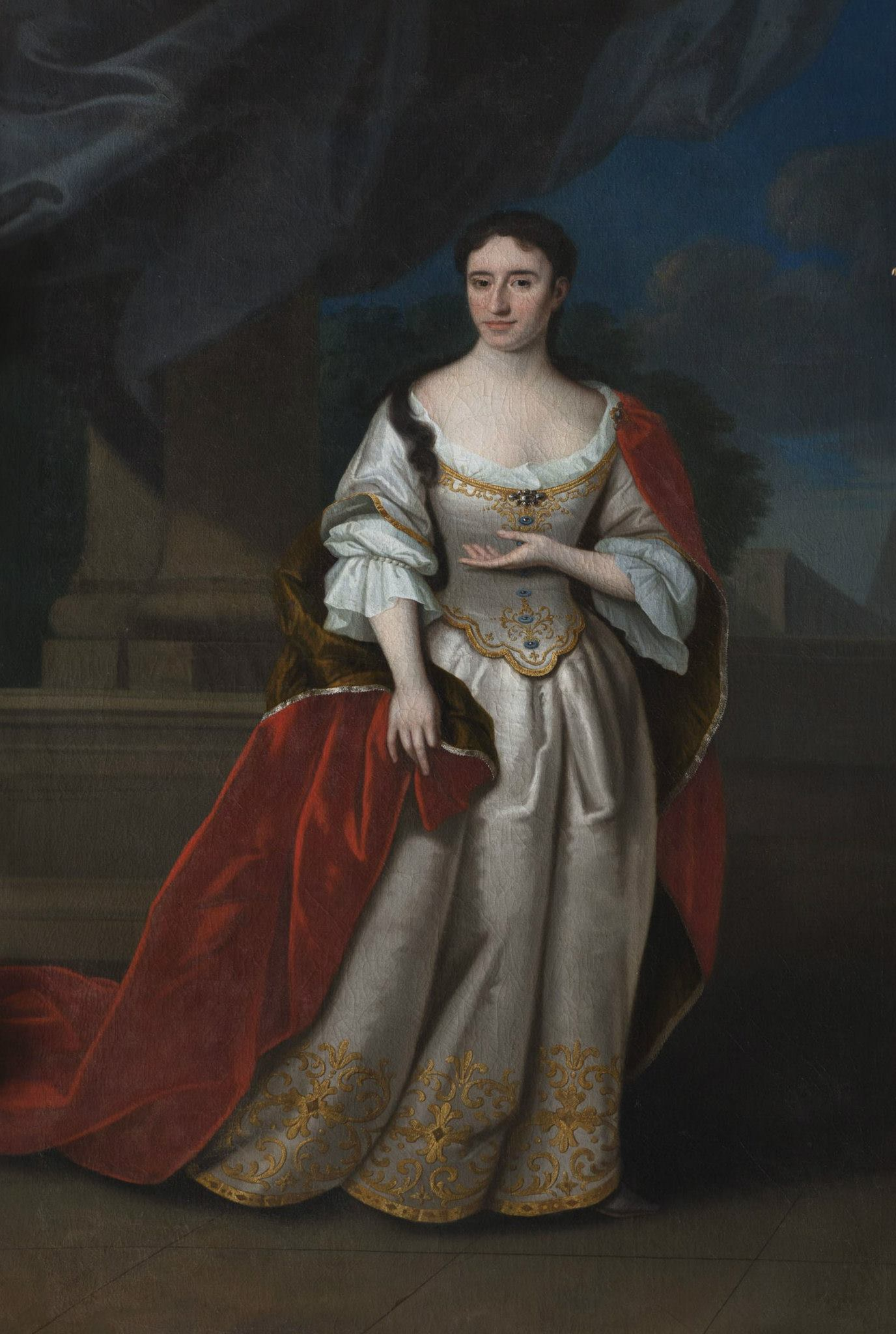
Henriette Nassau de Zuylestein (1688-1759) door Johan George Colasius